# Ian Hauri
Ian Hauri, né le 10 juin 2002, est un escrimeur suisse pratiquant l'épée. 

## Carrière
Il remporte la médaille de bronze des championnats d'Europe 2024 à Bâle en s'inclinant en demi-finale contre le Français Luidgi Midelton.

## Palmarès
- Championnats d'Europe d'escrime
  -  Médaille de bronze en individuel en 2024 à Bâle